# French Open 1947 (Badminton)
Die French Open 1947 im Badminton fanden vom 11. bis zum 13. April 1947 in der Rue Eblé in Paris statt. Es war die 19. Auflage des Championats.

## Finalresultate
| Disziplin    | Sieger                      | Finalist                       | Ergebnis     |
| ------------ | --------------------------- | ------------------------------ | ------------ |
| Herreneinzel | James Hone                  | Yves Baudoin                   | 17-14, 15-1  |
| Dameneinzel  | Lucy Barlow                 |                                |              |
| Herrendoppel | S. G. Bell James Hone       | Michel Marret Henri Pellizza   | 15-10, 17-15 |
| Damendoppel  | Mavis Henderson Lucy Barlow | Yvonne Girard Madeleine Girard | 15-5, 15-4   |
| Mixed        | James Hone Mavis Henderson  | S. G. Bell Lucy Barlow         | 15-9, 15-13  |